# Anu Raud
Anu Raud (Moscou, 10 de maio de 1943) nasceu na Rússia, mas é uma artista têxtil e autora naturalizada estoniana.
Em 1967 formou-se no Instituto de Arte do Estado da Estónia.
Ela é professora há muito tempo na Academia de Artes da Estónia e na Academia de Cultura de Viljandi . Desde 2009 é Professora Emérita da Academia Nacional de Artes.
Desde 2016 é membro da Academia de Ciências da Estónia.
A sua colecção de artesanato tradicional está exposta no Museu Heimtali, em Viljandi County.

## Prémios
- Prémio Kristjan Raud, 1978 e 1994[2]
- Ordem da Estrela Branca de 1998, 3ª classe[2]